# Steeler
O Steeler foi uma banda de heavy metal formado em 1980 em Nashville, Tennessee, e, em seguida, transferida para Los Angeles. Existe diferentes personalidades conhecidas como o frontman Ron Keel, que mais tarde fundou o Keel. O guitarrista virtuoso Yngwie Malmsteen estreia neste período, e depois teve uma carreira próspera, em primeiro lugar com Alcatrazz, e depois na carreira solo.

## História
O Steeler foi formado em Nashville, Tennessee, no início dos anos 1980 por: Ron Keel nos vocais e guitarra, Michael Dunigan na guitarra, Robert Eva na bateria e Tim Morrison no baixo. 
Em 1982, o grupo lançou seu primeiro single, "Cold Day In Hell", ainda com Bobby Eva na bateria. Pouco tempo depois, ele foi substituído pelo baterista Mark Edwards. 
Logo, Morrison e Dunigan também saíram da banda, sendo substituídos, respectivamente, por Rik Fox e por Yngwie Malmsteen, então com 18 anos de idade. Com esta nova formação, o Steeler lançou seu primeiro álbum, Steeler (de 1983), que alcançou um sucesso comercial moderado e é considerado "inovador", uma vez que grande parte dos temas, estilo e estrutura da música iriam ser copiados ao longo dos anos 1980. 
Em 1984, Malmsteen, Fox e Edwards foram substituídos, respectivamente, por Kurt James, Greg Chaisson e Marks Bobby. Kurt ficou pouco tempo na banda, e foi substituído por outro grande guitarrista, Axell Rudy Pell, que ficou até 88 e lançou os outros 03 álbuns com a banda. Devido à constante mudança de membros da banda, o Steeler nunca conseguiu um grande contrato com uma grande gravadora, e Ron Keel decidiu sair da banda e iniciar um novo projeto, que teve seu sucesso comercial nos anos 80. 

## Formação
| - Ron Keel - vocais (1981-1984) - Michael Dunigan - guitarra (1981-1982) - Tim Morrison - baixo elétrico (1981-1982) - Robert Eva - bateria (1981-1982) | - Ron Keel - vocal (1981-1984) - Mitch Perry - guitarra (1983-1984) - Greg Chaisson - baixo elétrico (1983-1984) - Bobby Marks - bateria (1983-1984) | - Tim Morrison - baixo elétrico (1981-1982) - Yngwie Malmsteen - guitarra (1982-1983) - Rik Fox - baixo elétrico (1982-1983) - Mark Edwards - bateria (1982-1983) - Kurt James - guitarra (1983) - Ron Murray - baixo elétrico (1983) |

## Discografia

### Álbuns de estúdio
- 1983 - Steeler
- 1985 - Rulin' The Earth ‎(LP, Earthshaker Records)
- 1986 - Strike Back (LP, Steamhammer Records)
- 1988 - Undercover Animal (LP, Steamhammer Records)

### Coletâneas
- 2005 - Metal Generation - The Anthology
- 2006 - American Metal: The Steeler Anthology

### Singles
- 1982 - "Cold Day in Hell"
- 1986 - "Night After Night"
- 1988 - "Undercover Animal"